# Estimulació magnètica transcranial
L'estimulació magnètica transcranial, coneguda per les seves sigles en anglès TMS (Transcranial magnetic stimulation) és una forma no invasiva d'estimulació cerebral en la qual s'utilitza un camp magnètic canviant per induir un corrent elèctric en una àrea específica del cervell mitjançant la inducció electromagnètica. Un generador de pols elèctric, o estimulador, està connectat a una bobina magnètica connectada al cuir cabellut. L'estimulador genera un corrent elèctric canviant dins de la bobina que crea un camp magnètic variable, induint un corrent dins d'una regió del propi cervell.
La TMS ha demostrat un potencial diagnòstic i terapèutic al sistema nerviós central amb una gran varietat d'estats de malaltia en neurologia i salut mental, amb la investigació encara en evolució.
Els efectes adversos del TMS semblen poc freqüents i inclouen desmais i convulsions. Altres problemes potencials inclouen molèsties, dolor, canvis cognitius, pèrdua auditiva i inducció de corrent inadvertida en dispositius implantats com marcapassos o desfibril·ladors.